# ラックチエック駅
ラックチエック駅（ベトナム語：Ga Rạch Chiếc / Ga 瀝隻?）はベトナム社会主義共和国ホーチミン市トゥドゥック市に位置するホーチミン地下鉄の駅である。

## 路線
ホーチミン地下鉄
1号線

## 隣の駅
ホーチミン地下鉄
1号線
アンフー駅 - ラックチエック駅 - フオックロン駅